# Parque nacional Roca Catedral

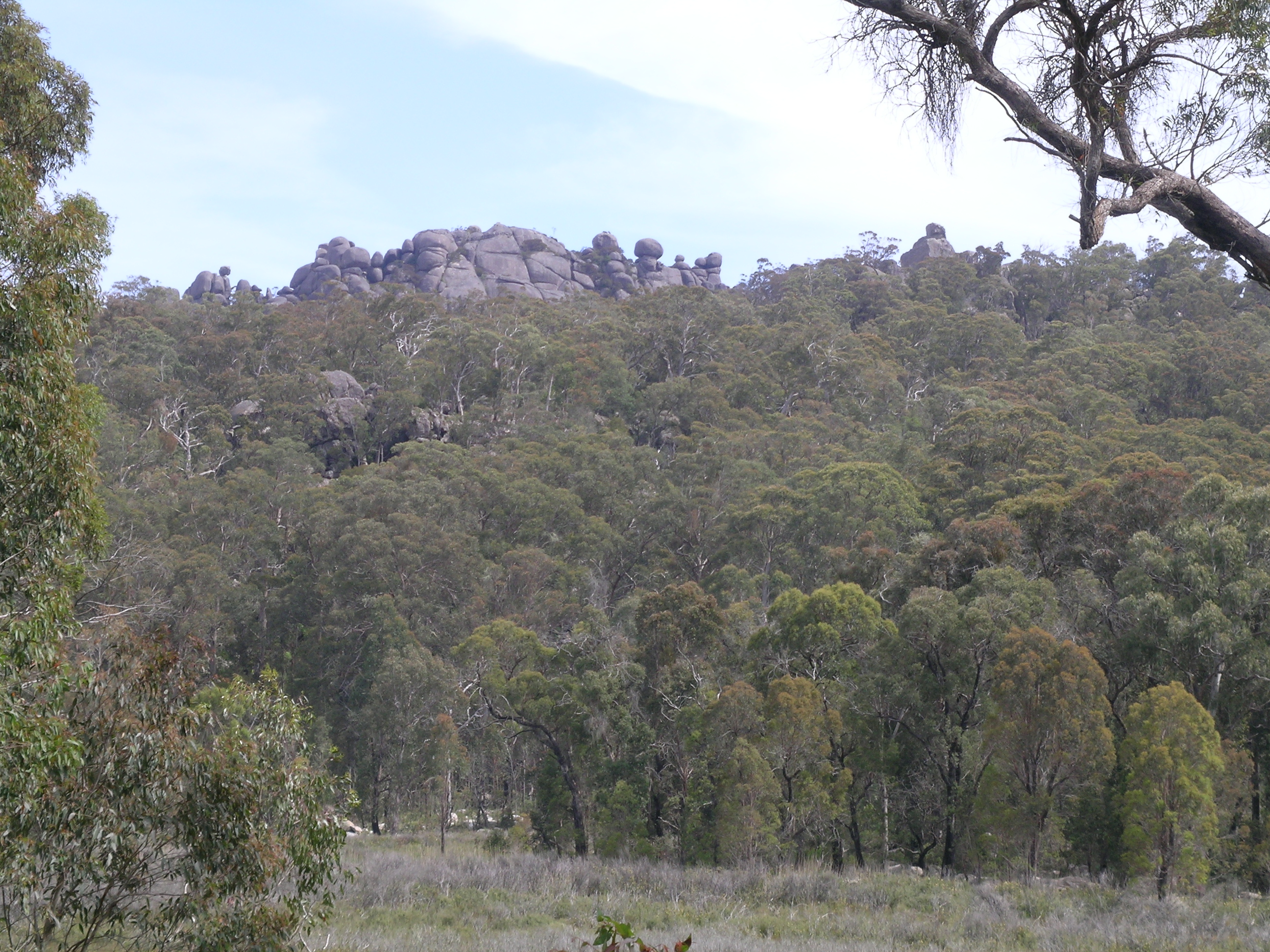
Parque nacional "Roca catedral".

Roca Catedral es un parque nacional en Nueva Gales del Sur (Australia), ubicado a 397 km al norte de Sídney.

## Datos
- Área: 89 km²
- Coordenadas: 30°25′51″S 152°16′01″E / -30.43083, 152.26694
- Fecha de Creación: 17 de noviembre de 1978
- Administración: Servicio Para la Vida Salvaje y los Parques Nacionales de Nueva Gales del Sur
- Categoría IUCN: II